# Ken Moyer
Kenneth Wayne Moyer (* 19. November 1966 in Canoga Park, Kalifornien) ist ein ehemaliger US-amerikanischer American-Football-Spieler. Er spielte fünf Saisons auf der Position des Offensive Lineman für die Cincinnati Bengals in der National Football League (NFL).

## Spieler
Von 1985 bis 1988 spielte Moyer College Football an der University of Toledo für die Toledo Rockets. 1987 und 1988 wurde er zum All-MAC gewählt.
1989 wurde Moyer als undrafted Free Agent von den Cincinnati Bengals verpflichtet. Er entwickelte sich in den fünf Saisons bei den Bengals zum Stammspieler. Am 28. Juni 1995 wurde er von den Philadelphia Eagles verpflichtet. Am 23. August 1995 wurde Moyer aufgrund einer Verletzung auf die Injured Reserve List gesetzt. Die Verletzung zwang ihn zum Rücktritt vom Profisport.

## Trainer
2014 wurde er Head Coach an der Dayton Christian High School. Zuvor war er Trainer der Offensive Line an der Oak Hills High School.

## Privat
Moyer ist verheiratet und hat vier Kinder. Er ist gläubiger Christ und war nach seiner Karriere als Profisportler für sechzehn Jahre Teampastor der Bengals und der Cincinnati Reds.